# Transports en commun de Gap
 (septembre 2015).
Si vous disposez d'ouvrages ou d'articles de référence ou si vous connaissez des sites web de qualité traitant du thème abordé ici, merci de compléter l'article en donnant les références utiles à sa vérifiabilité et en les liant à la section « Notes et références ».
Ne doit pas être confondu avec La Linea.
Linéa est un ancien réseau de bus de Gap (Hautes-Alpes) en France. Le réseau a été entièrement intégré au réseau L'agglo en bus de la Communauté d'agglomération Gap-Tallard-Durance

## Lignes du réseau

### Communes desservies
- Gap
- Romette
- Châteauvieux

### Anciennes lignes
Les anciennes lignes Linéa qui deviennent en 2018 des lignes L'Agglo en bus sont référées dans l'article ci-dessous :

## Circulation
Depuis le 4 septembre 2017, la ligne 1 est assurée par trois bus tout au long de l'année (Période scolaire + Vacances scolaires) dont les horaires restent inchangés. Le samedi deux bus assurent le service de la ligne 1.
Depuis le 4 septembre 2017, la ligne 3 est assurée par deux bus tout au long de l'année (Période scolaire + Vacances scolaires) dont les horaires restent inchangés. Le samedi un bus assure le service de la ligne 3.
Depuis le 3 septembre 2018, la ligne 2 est assurée par 2 bus tout au long de l'année (Ne change plus durant les vacances scolaires). La ligne 6 voit son prolongement jusqu'à Châteauvieux, conservant les deux bus du Lundi au Vendredi toute l'année (Période Scolaire + Période Vacances Scolaires) ne changeant que le Samedi.
À la rentrée 2018, la nouvelle ligne Centro C remplace le Centro B sur le parcours de Tokoro-La Justice vers Ladoucette. Le parcours de la ligne B est modifié, remontant désormais le Boulevard Bellevue (dans le sens contraire de la ligne 2) ne desservant plus le secteur de Tokoro mais uniquement celui des Métiers.
Les lignes 4,5,7,8 et 9 sont assurées par un bus toute l'année.
Le bus qui effectue le parcours de la ligne 7 effectue aussi celui de la ligne 9 lors de la même journée.
| Numéro de la ligne | Nombres de Bus circulant la semaine | Nombres de Bus circulant le samedi |
| ------------------ | ----------------------------------- | ---------------------------------- |
| LIGNE 1            | 3 BUS                               | 2 BUS                              |
| LIGNE 2            | 2 BUS                               | 2 BUS                              |
| LIGNE 3            | 2 BUS                               | 1 BUS                              |
| LIGNE 4            | 1 BUS                               | 1 BUS                              |
| LIGNE 5            | 1 BUS                               | 1 BUS                              |
| LIGNE 6            | 2 BUS                               | 1 BUS                              |
| LIGNE 7            | 1 BUS                               | 1 BUS                              |
| LIGNE 8            | 1 BUS                               | 1 BUS                              |
| LIGNE 9            | 1 BUS                               | 1 BUS                              |
| LIGNE NRE          | 1 BUS                               | 1 BUS                              |
| CENTRO A           | 1 BUS                               | 1 BUS                              |
| CENTRO B           | 1 BUS                               | 1 BUS                              |
| CENTRO C           | 1 BUS                               | 1 BUS                              |

## Parc de véhicules
En mars 2020, le parc d'autobus du réseau Linéa est composé de 36 véhicules dont 11 bus standards, 18 midibus, 5 minibus et 2 Autocars. Au sein de cette flotte, les autres véhicules sont équipés de moteurs Diesel.

### Bus standards
| Constructeur | Modèle     | Nombre | Numéros de parc   | Période de mise en service        | Affectation | Observation |
| ------------ | ---------- | ------ | ----------------- | --------------------------------- | ----------- | ----------- |
| Heuliez Bus  | GX 327     | 5      | 40, 42, 46, 48-49 | Entre septembre 2005 à avril 2010 | /           | –           |
| Irisbus      | Citelis 12 | 1      | 45                | Décembre 2010                     | /           | –           |
| Renault      | Agora Line | 1      | 16                | Mai 1999                          | /           | –           |
| Renault      | Agora S    | 2      | 28-29             | Novembre 1999                     | /           | –           |
| Setra        | S 415 NF   | 1      | 47                | Août 2007                         | /           | –           |
| Volvo        | 7700 II    | 1      | 43                | Août 2010                         | /           | –           |

### Midibus
| Constructeur | Modèle     | Nombre | Numéros de parc       | Période de mise en service          | Affectation | Observation |
| ------------ | ---------- | ------ | --------------------- | ----------------------------------- | ----------- | ----------- |
| Heuliez Bus  | GX 117     | 2      | 19, 47                | Mai 2004                            | /           | –           |
| Heuliez Bus  | GX 117 L   | 3      | 32-33, 36             | Septembre 2006                      | /           | –           |
| Heuliez Bus  | GX 127     | 3      | 706-707, 50           | Entre avril 2008 et novembre 2011   | /           | –           |
| Heuliez Bus  | GX 127 L   | 6      | 34, 37, 39, 44, 56-57 | Entre novembre 2008 à novembre 2010 | /           | –           |
| Irisbus      | Citelis 10 | 1      | 55                    | Avril 2014                          | /           | –           |
| Van Hool     | NewA308 L  | 3      | 24-25, 31             | Décembre 2007                       | /           | –           |

### Minibus
| Constructeur | Modèle     | Nombre | Numéros de parc | Période de mise en service | Affectation | Observation |
| ------------ | ---------- | ------ | --------------- | -------------------------- | ----------- | ----------- |
| Bolloré      | Bluebus 6m | 2      | 3-4             | Février 2018               | /           | –           |
| Durisotti    | Novibus    | 1      | ?               | ?                          | /           | –           |
| Gruau        | Microbus   | 2      | 1-2             | Décembre 2007              | /           | –           |

### Autocars
| Constructeur | Modèle        | Nombre | Numéros de parc | Période de mise en service | Affectation | Observation |
| ------------ | ------------- | ------ | --------------- | -------------------------- | ----------- | ----------- |
| Iveco Bus    | Crossway Line | 1      | 353             | Mars 2014                  | /           | –           |
| Otokar       | Navigo U      | 1      | + 1 inconnu     | Septembre 2016             | /           | –           |